# Sigue respirando
Keep Breathing es una serie de duración limitada de drama de supervivencia estadounidense creada por Martin Gero y Brendan Gall para Netflix. La serie consistió de seis episodios y se estrenó el 28 de julio de 2022.

## Argumento
Una mujer solitaria debe luchar contra el clima y las adversidades para sobrevivir después de que un pequeño avión se estrelle en la naturaleza canadiense.

## Reparto
- Melissa Barrera como Olivia «Liv» Lozano, una abogada que se estrella en medio de la naturaleza canadiense
- Jeff Wilbusch como Danny, el interés amoroso intermitente de Liv
- Florencia Lozano como la madre de Liv
- Juan Pablo Espinosa como el padre de Liv
- Austin Stowell como Sam
- Mike Dopud como George
- Getenesh Berhe como Ruth

## Producción

### Desarrollo
En febrero de 2021, Breathe recibió un pedido en serie. La serie es creada, escrita y producida por Martin Gero y Brendan Gall. Warner Bros. Television produce la serie. Maggie Kiley se unió a la serie como productora ejecutiva y directora de los primeros tres episodios en junio de 2021. La serie fue retitulada Keep Breathing en junio de 2022.

### Casting
En junio de 2021, Melissa Barrera estaba lista para protagonizar la serie. Jeff Wilbusch se agregó como estrella invitada recurrente un mes después. Ese mismo mes se incorporaron como recurrentes Florencia Lozano y Juan Pablo Espinosa. Austin Stowell se unió al elenco en septiembre de 2021.

### Rodaje
La filmación comenzó el 28 de junio de 2021 en Vancouver y terminó el 20 de septiembre de 2021.